# Большая Шохра
Большая Шохра (Шохра) — река в Костромской области России.

## География
Протекает по территории Межевского и Пыщугского районов. Впадает в реку Межу в 167 км от её устья по левому берегу. Длина реки составляет 45 км, площадь водосборного бассейна — 217 км². Небольшие левые притоки — Выдренка, Медведица.

## Данные водного реестра
По данным государственного водного реестра России относится к Верхневолжскому бассейновому округу, водохозяйственный участок реки — Унжа от истока и до устья, речной подбассейн реки — Бассейн притоков Волги ниже Рыбинского водохранилища до впадения Оки. Речной бассейн реки — (Верхняя) Волга до Куйбышевского водохранилища (без бассейна Оки).
Код объекта в государственном водном реестре — 08010300312110000015617.